# Mathilda bieleri
Mathilda bieleri is een slakkensoort uit de familie van de Mathildidae. De wetenschappelijke naam van de soort is voor het eerst geldig gepubliceerd in 2007 door Smriglio & Mariottini.